# Eupelops acromios
Eupelops acromios är en kvalsterart som först beskrevs av Hermann 1804.  Eupelops acromios ingår i släktet Eupelops och familjen Phenopelopidae.

## Underarter
Arten delas in i följande underarter:
- E. a. acromios
- E. a. minor